# Brina Bračko
Brina Bračko (7 de enero de 2000) es un jugador profesional de voleibol esloveno, juego de posición central. Desde la temporada 2017/2018, ha estado jugando para el equipo Nova Branik Maribor.

## Palmarés

### Clubes
Copa de Eslovenia:
- 2018, 2020

MEVZA:
- 2019
- 2018

Campeonato de Eslovenia:
- 2018,[1][2] 2019